# Östergötlands runinskrifter 212
Ög 212 är en nu försvunnen vikingatida runsten i Ålbäcken, Viby socken och Mjölby kommun. 
Enligt Carl Fredric Broocman ska runstenen ha stått "vid Ålbäcken uti ett Gärde vid allmänna Wägen". Den var 2 meter hög, 68 cm bred vid foten, 27 cm i toppen och var ristad i två jämnlöpande rader, den vänstra nedifrån uppåt, den högra uppifrån nedåt. Stilen är alltså rak.

## Inskriften
Translitterering av runraden:
[tula : risti : stina : iftiʀ · buka : auk · bru þa:si : ai : buna · þn]
Normalisering till runsvenska:
Tola ræisti stæina æftiʀ Bugga ok bro þasi at bonda þann.
Översättning till nusvenska:
Tola reste stenarne efter Bugge och (gjorde) denna bro efter denne bonde.